# Амброз Акинмузир
Амброз Акинмузир (англ. Ambrose Akinmusire; род. 1 мая 1982) — американский джазовый композитор и трубач.

## Биография
Родился и вырос в Окленде, штат Калифорния. Состоял в джазовом ансамбле Средней школы Беркли, где он привлек внимание саксофониста Стива Коулмана, который приехал в школу для проведения семинара. Коулман нанял его в качестве члена своего коллектива Five Elements для участия в европейском турне. Акинмузир также принимал участие в составе джазового оркестра Next Generation Jazz Orchestra на Monterey Jazz Festival.
Акинмузир учился в Манхэттенской музыкальной школе, а затем вернулся на Западное побережье для получения степени магистра в Университете Южной Калифорнии, а также поступления в Институт джаза Телониуса Монка в Лос-Анджелесе.
В 2007 году Акинмузир выиграл Международный джазовый конкурс Телониуса Монка и Международный сольный конкурс джазовых трубачей Кармине Карузо, одни из самых престижных джазовых конкурсов в мире. В том же году он выпустил свою дебютную запись Prelude... to Cora на лейбле Fresh Sound New Talent. Он вернулся в Нью-Йорк и начал выступать с Виджаем Айером, Аароном Парксом, Эсперансой Сполдинг и Джейсоном Мораном, приняв участие в инновационном мультимедийном концерте Морана In My Mind: Monk At Town Hall, 1957. Именно в этот период он привлек внимание Брюса Лундвалла, тогдашнего президента Blue Note Records.
Акинмузир дебютировал на лейбле Blue Note в 2011 году с альбомом When the Heart Emerges Glistening, в записи которого учувствовали тенор-саксофонист Уолтер Смит III, пианист Джеральд Клейтон, басист Хариш Рагхаван и барабанщик Джастин Браун. Третий альбом Акинмузир под названием The Imagined Savior is Far Easier to Paint был выпущен в 2014 году. Его альбом Origami Harvest был включен в рейтинг The New York Timeś Best Jazz of 2018. Шестой студийный альбом On the Tender Spot of Every Calloused Moment был записан в составе квартета Акинмузира - Сэма Харриса (фортепиано), Хариша Рагхавана (бас) и Джастина Брауна (ударные), и выпущен весной 2020 года. Альбом был номинирован на премию Грэмми как лучший джазовый инструментальный альбом.
Акинмузир принимал участие в записи последнего трека на альбоме Кендрика Ламара 2015 года To Pimp a Butterfly.
Обладатель множества наград, в том числе премии Пола Эйкета на North Sea Jazz Festival, а также премии Doris Duke Artist и Doris Duke Impact Awards; признание в опросе критиков DownBeat как джазового исполнителя года (2011) и победа в категории трубачей каждый год с 2013 по 2020.

## Избранная дискография

### Как лидер
| Год  | Заголовок                                             | Этикетка                            | Персонал |
| ---- | ----------------------------------------------------- | ----------------------------------- | --- |
| 2008 | Prelude... to Cora                                    | Fresh Sound                         | Акинмузир (труба), Аарон Паркс (фортепиано), Крис Дингман (виброфон), Уолтер Смит III (тенор-саксофон), Джо Сандерс (бас), Джастин Браун (ударные), Логан Ричардсон (альт-саксофон), Джунко Ватанабэ (вокал) |
| 2011 | When the Heart Emerges Glistening                     | Blue Note/EMI Records               | Акинмузир (труба, челеста, голос), Смит (тенор-саксофон), Джеральд Клейтон (фортепиано), Джейсон Моран (Rhodes), Хариш Рагхаван (бас), Браун (барабаны) |
| 2014 | The Imagined Savior is Far Easier to Paint            | Blue Note/Capitol/Universal Records | Акинмузир (труба, перкуссия), Смит (тенор-саксофон), Рагхаван (бас), Браун (барабаны), Харрис (меллотрон, фортепиано), Чарльз Алтура (гитара), Тео Блекманн (вокал), Cold Specks (вокал), Бекка Стивенс (вокал), Елена Пиндерхьюз (флейта) и струнный квартет OSSO: Мария Им (скрипка), Брук Квиггинс Солнье (скрипка), Калли Чехомски (альт), Мария Джефферс (виолончель) |
| 2017 | A Rift in Decorum: Live at the Village Vanguard (2CD) | Blue Note/Capitol/Universal Records | Акинмузир (труба), Харрис (фортепиано), Рагхаван (бас), Браун (барабаны) |
| 2018 | Origami Harvest                                       | Blue Note/Capitol/Universal Records | Акинмузир (труба, синтезатор, голос), Kool AD (вокал), LmbrJck_t (вокал), Харрис (фортепиано, клавишные), Майкл Оберг (клавишные), Маркус Гилмор (ударные), Оливия Де Прато (скрипка), Лорен Коли Калал (скрипка), Виктор Лоури Тафоя (альт), Мариэль Робертс (виолончель), Смит (тенор-саксофон)                                                                          |
| 2020 | On the Tender Spot of Every Calloused Moment          | Blue Note                           | Акинмузир (труба, Rhodes), Харрис (фортепиано), Рагхаван (бас), Браун (барабаны) |

### Как сайдмен
| Year | Artist                        | Title                                     | Label             |
| ---- | ----------------------------- | ----------------------------------------- | ----------------- |
| 2001 | Стив Коулман                  | Resistance Is Futile                      | Label Bleu        |
| 2002 | Аарон Паркс                   | Shadows                                   | KeynoteRecords    |
| 2003 | Виджей Айер и Майк Лэдд       | In What Language?                         | Pi Recordings     |
| 2006 | Уолтер Смит III               | Casually Introducing                      | New Talent Spain  |
| 2007 | Алан Паскуа                   | Anti Social Club                          | Cryptogramophon   |
| 2007 | Сара Газарек                  | Return to You                             | Native Language   |
| 2007 | Джош Роузман                  | New Constellations: Live in Vienna (Live) | Accurate Records  |
| 2008 | Джон Эскрит                   | Consequences                              | Posi-Tone         |
| 2008 | Эсперанса Сполдинг            | Esperanza                                 | Heads Up          |
| 2008 | Дэнни Гриссетт                | Form                                      | Criss Cross Jazz  |
| 2009 | Le Boeuf Brothers             | House Without a Door                      | lbjazz            |
| 2009 | Roy Hargrove Big Band         | Emergence                                 | EmArcy            |
| 2010 | Джон Эскрит                   | Don't Fight the Inevitable                | Mythology Records |
| 2010 | Уолтер Смит III               | III                                       | Criss Cross Jazz  |
| 2010 | Дэвид Бинни                   | Barefooted Town                           | Criss Cross Jazz  |
| 2011 | Дэвид Бинни                   | Graylen Epicenter                         | Mythology Records |
| 2011 | Винс Мендоса                  | Nights on Earth                           | Horizontal Jazz   |
| 2011 | Крис Дингман                  | Waking Dreams                             | Between Worlds    |
| 2012 | Метте Юул                     | Moon on my Shoulder                       |                   |
| 2012 | Джек Деджонетт                | Sound Travels                             | Golden Beams/eOne |
| 2013 | Дайна Стивенс                 | That Nepenthentic Place                   | Sunnyside         |
| 2013 | Джеральд Клейтон              | Life Forum                                | Concord           |
| 2013 | Yellowjackets                 | A Rise in the Road                        | Mack Avenue       |
| 2015 | Маркус Миллер                 | Afrodeezia                                | Blue Note         |
| 2016 | Вольфганг Мутшпиль            | Rising Grace                              | ECM               |
| 2017 | Blue Note All-Stars           | Our Point of View                         | Blue Note         |
| 2018 | Камилла Батталья              | EMIT: Rotator Tenet                       | Dodicilune        |
| 2018 | Эллисон Миллер и Кармен Стааф | Science Fair                              | Sunnyside         |
| 2018 | Лайла Бяли                    | Laila Biali                               | ACT               |
| 2018 | Раймонд Энгри                 | One                                       | JMI               |
| 2018 | Мэри Хэлворсон                | Code Girl                                 | Firehouse 12      |
| 2018 | Вольфганг Мутшпиль            | Where the River Goes                      | ECM               |
| 2019 | Брэд Мелдау                   | Finding Gabriel                           | Nonesuch          |

## Внешние ссылки
- Амброз Акинмузир (англ.) на сайте AllMusic • Амброз Акинмузир на сайте Discogs • Амброз Акинмузир (англ.) на сайте MusicBrainz
- Официальный веб-сайт Амброза Акинмузира
- All About Jazz: Ежемесячный справочник, декабрь 2007 г.
- Международный конкурс джазовых трубачей Кармине Карузо